# La Trinidad (Málaga)
La Trinidad es un barrio histórico popular de la ciudad de Málaga, situado entre los distritos Centro y Bailén-Miraflores.
Según la delimitación oficial del Ayuntamiento, limita al sur con los barrios de El Perchel y Mármoles; al oeste, con los barrios de Gamarra, Haza del Campillo, Camino de Suárez, La Bresca y Victoria Eugenia; al norte, con los barrios de Martiricos y Arroyo de los Ángeles; y al este, con el río Guadalmedina, que lo separa del barrio de La Goleta. Es uno de los barrios de mayor extensión de la ciudad. 
Su arquitectura tradicional es la de casas de patios de vecino denominadas corralones, que son normalmente viviendas sociales con un patio en la mitad de la construcción donde los vecinos hacen vida común.
Es un barrio que ha vivido multitud de acontecimientos históricos, siendo un punto de referencia en las tradiciones malagueñas del siglo XIX. En la tradicional Parroquia de San Pablo se encuentra instituida la cofradía de El Cautivo, imagen muy popular entre la comunidad religiosa de Málaga. También se encuentran aquí la Hermandad del Santo Traslado y la Hermandad de La Salud, así como la Parroquia de Nta. Sra. de Fátima y la Parroquia de la Santísima Trinidad.

## Historia

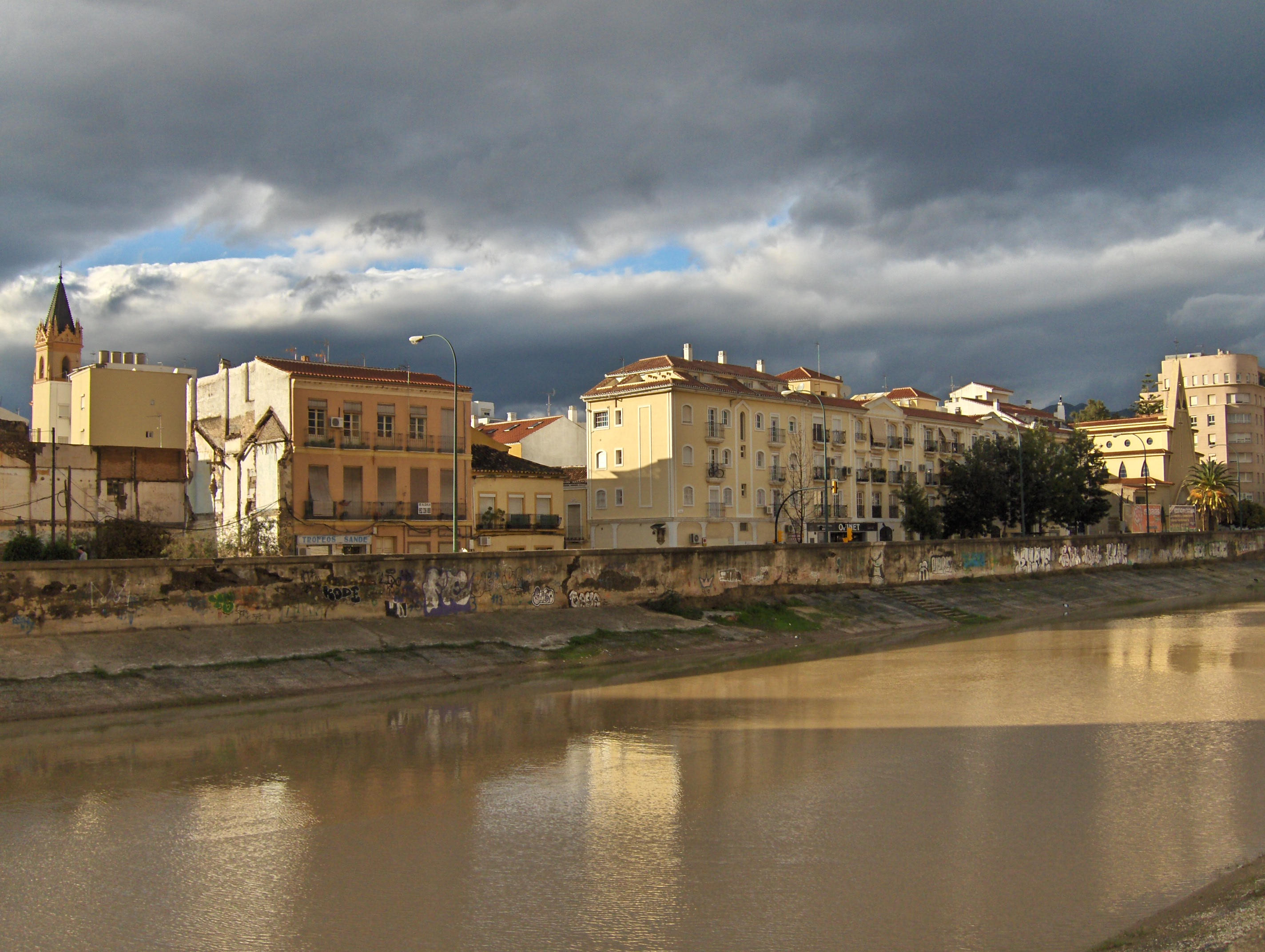
Frente fluvial de La Trinidad.

El origen del barrio de La Trinidad se encuentra en el lugar donde estuvo instalado el campamento real de Isabel la Católica durante el asedio a Málaga. En ese lugar, tras la contienda, se erigió una ermita en honor a San Onofre que fue destruida unos años después por un terremoto. Posteriormente, se levantaron en el lugar un convento y una iglesia de la orden de los trinitarios. Convento e iglesia estaban entonces rodeados por campos y huertas, pero con el paso del tiempo comenzaron a aglutinar población.
Se desconoce la morfología original del barrio de la Trinidad, aunque se sabe que la primera calle del barrio fue Calzada de la Trinidad, que a finales del siglo XV era la única vía transitable de la zona. Según las narraciones del padre Roa, entre el promontorio de los Ángeles y el Monte Coronado existió una comunidad de ermitaños que vivían en cuevas naturales y otras labradas a mano.

## Edificios y lugares de interés

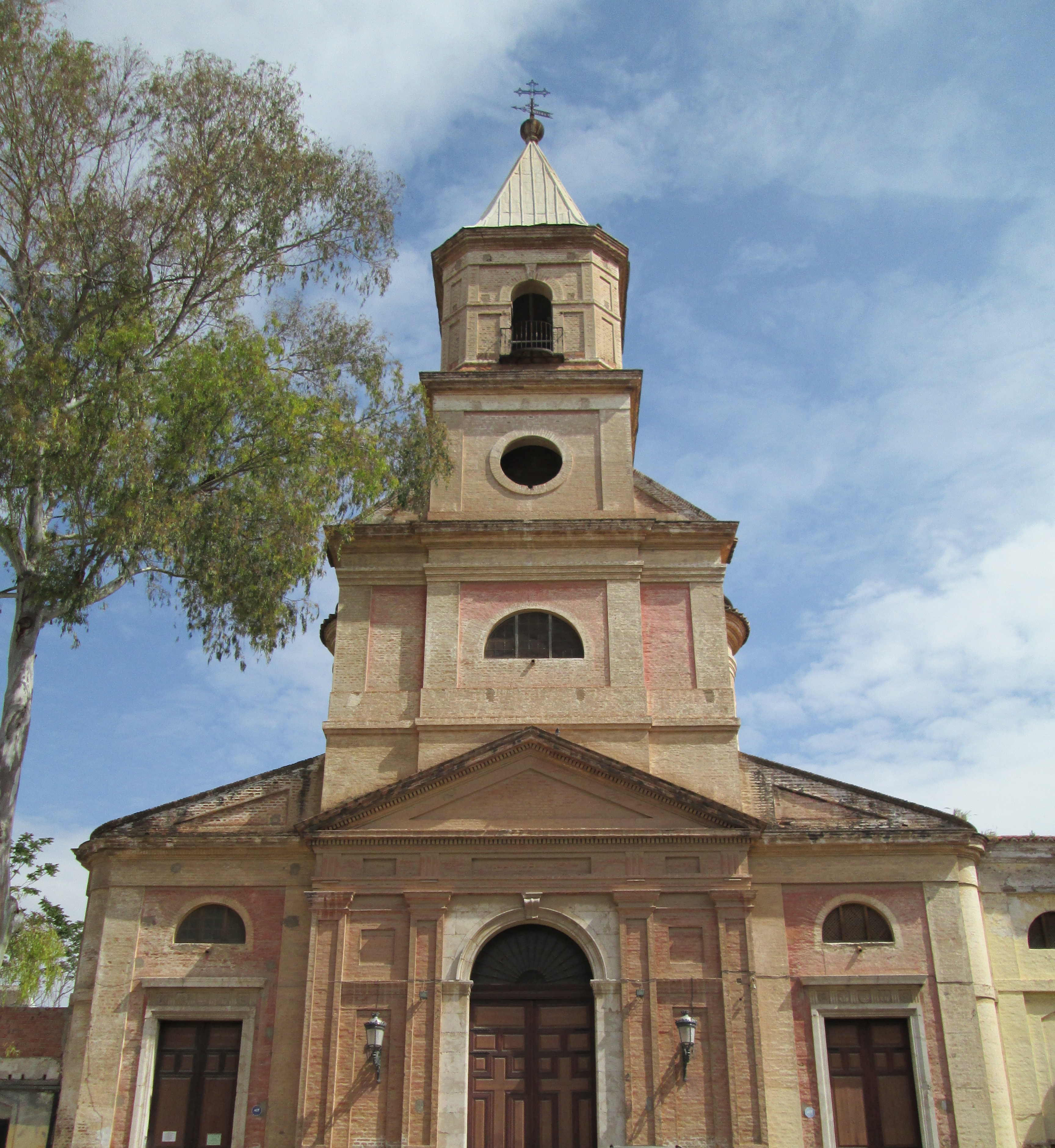
Iglesia de la Trinidad.

### Arquitectura religiosa
- Convento de la Trinidad

El Convento de la Trinidad, también conocido como Convento de San Onofre de Padres Trinitarios Calzados, es un antiguo convento trinitario del siglo XVI, alrededor del cual se originó el barrio, a extramuros de la ciudad medieval. Combina elementos arquitectónicos renacentistas y mudéjares. Destaca su claustro con arcos de medio punto y columnas de mármol. 
- Iglesia de la Trinidad y convento de la Paz

Son una obra del arquitecto diocesano Cirilo Salinas, ejecutada durante los años 50 y 60 del siglo XIX. De estilo neoclásico, el convento se estructura en torno a tres patios interiores. Al exterior presenta fachadas sobrias articuladas con pilastras. La iglesia fue terminada en 1862 y se caracteriza por su estilo escurialense; con pocas concesiones a la decoración. La fachada está construida en ladrillo visto con un frontón triangular y una torre central que arranca sobre el pórtico.
- Iglesia de San Pablo

Es una obra del arquitecto Gerónimo Cuervo, construida entre 1874 y 1891. De estilo neogótico, su fachada principal se compone de una portada ornamentada ojival, flanqueada por columnas a cada lado. Su interior consta de tres naves con pilares fasciculados y con cubiertas de crucería. Su torre, de 50 metros de altura, termina en forma de pirámide cuadrangular, con adornos formados de pináculos de cerámica con decortación floral.
Entre las obras escultóricas importantes cabe destacar la talla de Jesús Cautivo, realizada por José Gabriel Martín Simón, e ícono religioso de la ciudad de Málaga e imagen más venerada. Así como la talla de la Virgen de la Trinidad Coronada, obra de Francisco Buiza.
Destacan las tallas del Cristo de la Esperanza en su Gran Amor y la Virgen de la Salud obras de Luis Álvarez Duarte y las tallas de Pedro Moreira del misterio del Santo Traslado y la Virgen de la Soledad
- Iglesia de Fátima

Es una iglesia construida en 1961, según el diseño del arquitecto Fernando Morilla Cabello. El templo mezcla características del estilo moderno y elementos neogóticos. Destacan su alto hastial compartimentado para integrar las campanas y la sucesión de arcos ojivales diafragama que sustentan la cubierta en el interior.

### Arquitectura civil
- Hospital Civil

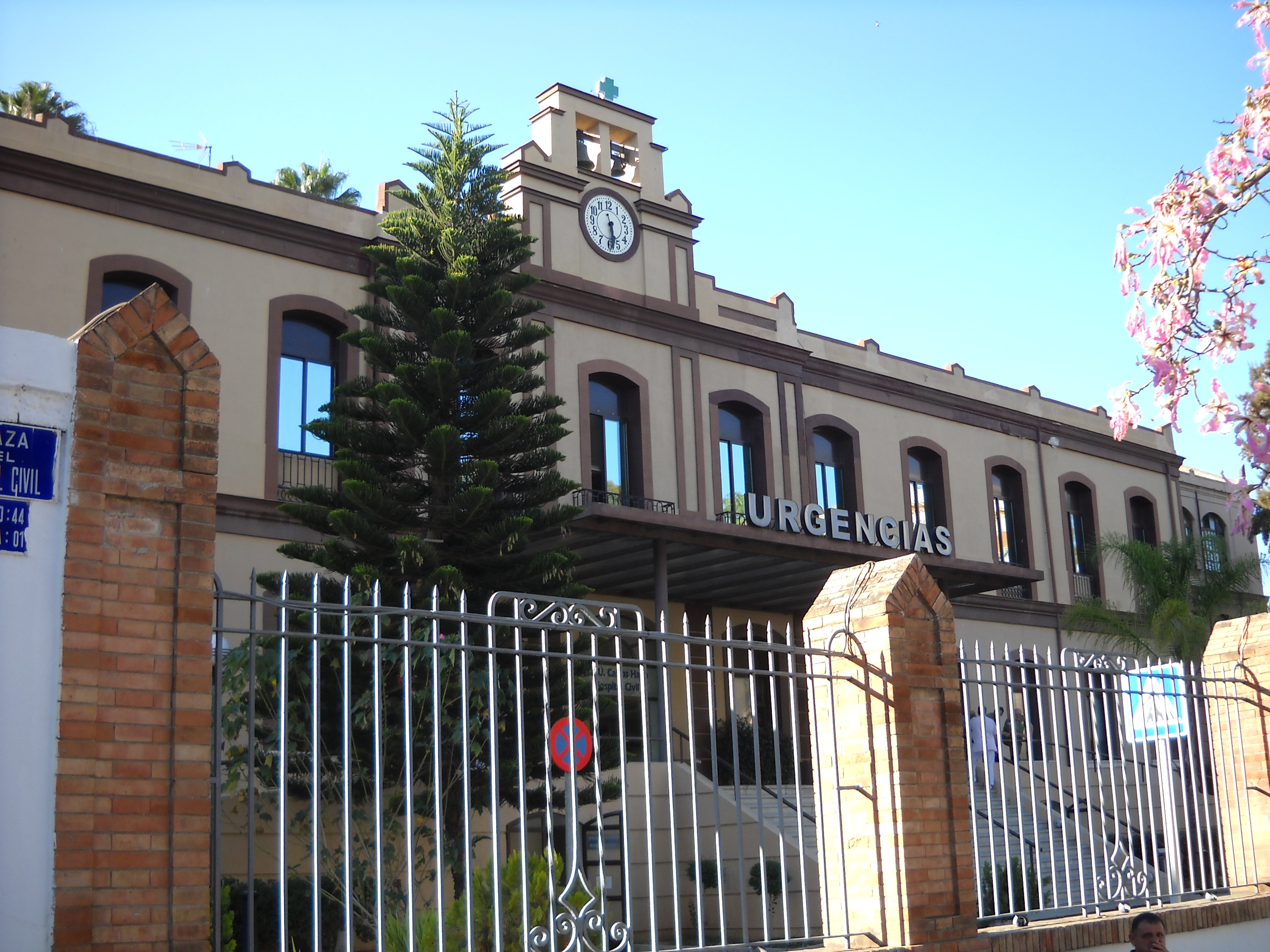
Hospital Civil.

El Hospital Civil es la infraestructura sanitaria más antigua de Málaga aún en uso. Es un enorme conjunto arquitectónico compuesto por varios pabellones, erigido entre 1864 y 1892 según el proyecto de José Moreno y Monroy continuado por Juan Nepucemo Ávila, tras ocupar este el puesto de arquitecto provincial. El proyecto inicial constaba de cuatro crujías dispuestas alrededor de un gran patio central. Posteriormente se añadieron otros pabellones sufrgados por la burguesía industrial de la época, entre los que destacan el manicomio de Eduardo Strachan Viana-Cárdenas, de 1899. En 1956 se sumó el pabellón García del Olmo, de Juan Jáuregui Briales, y en los años 1970 sufrió una reforma en la cual se demolió la capilla y otros elementos arquitectónicos importantes.
- Alcubilla de Aguas de la Trinidad

Es una alcubilla barroca que data de 1690. Tiene planta cuadrada y dos cuerpos diferenciados decorados con pilastras y decoración esgrafiada. La cubierta está hecha con azulejería blanca y negra bien conservada. Fue una pieza de la infraestructura hidráulica que durante los siglo XVI y XVII suministraba agua a la ciudad a través de La Trinidad.
- Corralón de la Aurora

Es un ejemplo prototípico del corralón trinitario. El edificio actual es una fiel reconstrucción de 1995. Consta de un cuerpo de dos alturas y galerías interiores cubiertas, sostenidas por pequeñas columnas de hierro. Al exterior presenta rejas de fundición en la planta baja y balcones en planta superior.
- Viviendas

Entre las viviendas del barrio destacan dos casas que gozan de protección arquitectónica a nivel municipal. La primera, situada en el número 50 de calle Mármoles, destaca por sus elementos decorativos cerámicos, de inspiración regionalista. Data de principios del siglo XX y constituye uno de los pocos ejemplos conservados de la arquitectura doméstica de esta época en calle Mármoles. La segunda, situada en el número 19 de calle Juan de Austria, es de la misma época y destaca por las rejas curvilíneas de sus balcones, diseñadas a base de palmetas.
- Archivo Histórico Provincial

El Archivo Histórico Provincial es un edificio moderno construido en 1997 sobre la base de volúmenes cúbicos y revestio en piedra de tonos cálidos.

## Transportes

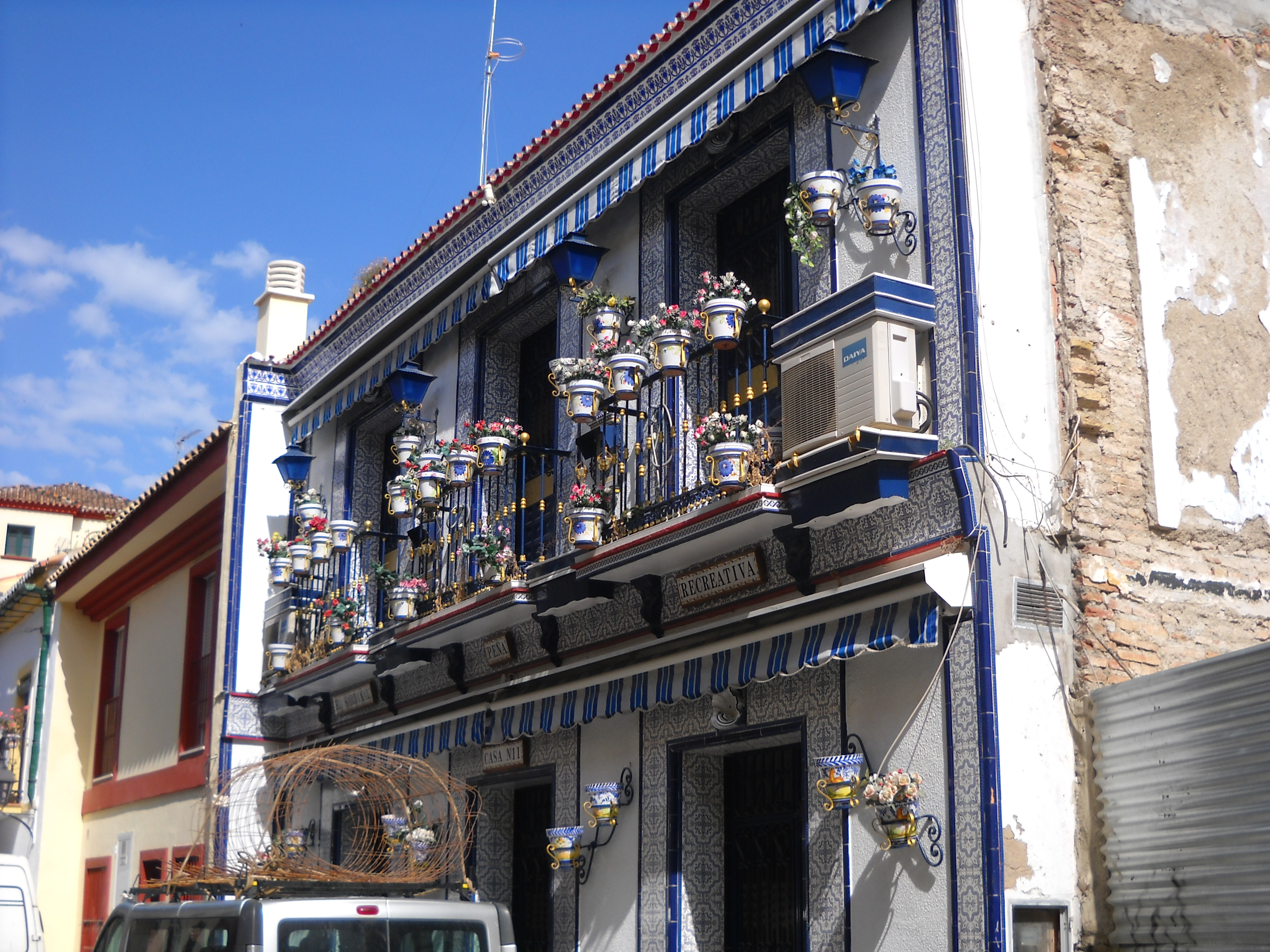
Vivienda en calle Feijoó.

En autobús queda conectado mediante las siguientes líneas de la EMT: 
| Línea | Trayecto                                          | Recorrido | Frecuencia                              |
| ----- | ------------------------------------------------- | --------- | --------------------------------------- |
| C1    | Circular 1                                        | Recorrido | 12 minutos                              |
| C2    | Circular 2                                        | Recorrido | 11-12 minutos                           |
| 2     | Atarazanas - Ciudad Jardín (San José)             | Recorrido | 10-11 minutos                           |
| 7     | Parque Litoral - Miraflores de los Ángeles        | Recorrido | 10-11 minutos                           |
| 8     | El Palo (P. Virginia) - Hospital Clínico          | Recorrido | 13 minutos                              |
| 15    | La Virreina - Santa Paula                         | Recorrido | 11-12 minutos                           |
| 17    | Atarazanas - La Palma                             | Recorrido | 10 minutos                              |
| 20    | Alegría de la Huerta - Los Prados                 | Recorrido | 15 minutos                              |
| 21    | Paseo del Parque - Puerto de la Torre             | Recorrido | 12 minutos                              |
| 23    | Paseo del Parque - Parque Cementerio              | Recorrido | 25-30 minutos                           |
| 30    | Alameda Principal - Mangas Verdes                 | Recorrido | 45-50 minutos                           |
| 38    | Paseo del Parque - Granja Suárez                  | Recorrido | 20-25 minutos                           |
| 61    | Alameda Principal - Jardín Botánico La Concepción | Recorrido | 60 minutos (Fines de Semana y festivos) |
| N2    | Plaza de la Marina - Circular                     | Recorrido | 50-55 minutos                           |

## Fiestas
Los días del barrio son en el mes de junio, al final de los cuales, Mª Stma. de la Trinidad Coronada (llamada cariñosamente "La Trini") (cotitular de la cofradía de Nto. Padre Jesús Cautivo), realiza una procesión por el barrio y hace estación en la añeja Parroquia de la Stma. Trinidad.
La Semana Santa es una fiesta con mucho sabor en el barrio de la Trinidad. El Domingo de Ramos procesiona la cofradía de la Salud, cuya salida la realiza desde la Iglesia de San Pablo. El Lunes Santo procesiona el Cautivo y la Virgen de la Trinidad, el jueves, desde el límite con el barrio de El Perchel la virgen de la Amargura, conocida como la Zamarrilla por la leyenda del bandido Zamarrilla. El Viernes Santo la cofradía del Traslado y la Soledad de San Pablo ponen el broche de oro a la Semana Santa en este barrio.
Antiguamente se hacía una feria con "carricoches" y puestos, y el día final se realizaba "una veladilla" y se procesionaba lo que se denominaba el "Corpus Chiquitito". Ese mismo día, por la tarde, salía la Virgen de la Trinidad por la feligresía de San Pablo.

## Vecinos ilustres
La Trinidad es el lugar de nacimiento del humorista malagueño Chiquito de la Calzada, cuyo apodo le viene precisamente de una calle de este barrio: la Calle Calzada de la Trinidad.
El cantante Little Pepe también pertenece a este barrio malagueño.